# Svanen
Svanen — плавучий кран великої вантажопідйомності, відомий своєю участю в спорудженні ряду мостів. На початку 21 століття основною сферою його застосування стала офшорна вітрова електроенергетика.

## Характеристики
Судно, власником якого є нідерландська компанія Ballast Nedam, спорудили у 1990 році на іспанській верфі Navantia Carenas Ferrol (місто Ферроль у Галісії). За своїм архітектурно-конструктивним типом воно відноситься до катамаранів.
Кранове обладнання Svanen має вантажопідйомність 8800 тонн та максимальну висоту підйому над палубою 76 метрів.
Силова установка при загальній потужності 10,7 МВт включає два головних двигуна по 2,4 МВт, три головні дизель-генератори по 1,325 МВт та два допоміжні дизель-генератори по 0,858 МВт. Пересування до місця виконання робіт може здійснюватись зі швидкістю 7 вузлів.

## Завдання судна

### Будівництво мостів
Svanen замовили з метою його використання для монтажних робіт на Західному мосту переходу через протоку Великий Бельт, яка з'єднує Балтійське та Північне моря. Бетонні прольоти моста (51 довжиною по 110 метрів та 12 по 82 метри) виготовлялись на острові Фюнен, після чого транспортувались та встановлювались Svanen-ом.
Після завершення робіт у Великому Бельті кран вирішили залучити для робіт над канадським Мостом Конфедерації, який перекинутий через Нортумбрійську протоку (між південним берегом провінції острова Принца Едварда і північним берегом провінції Нью-Брансвік). Вантажопідйомності судна, а також висоти підйому вантажу не вистачало для цього проекту, тому спершу воно пройшло в 1994—1995 роках модернізацію у Франції. Це надало Svanen можливість змонтувати майже всі секції моста, за виключенням двох прилягаючих до узбережжя, де судну не дозволяли діяти глибини.
У 1996 році по ходу робіт на канадському проекті стало зрозуміло, що вже влітку наступного року Svanen може бути вільним. Це дозволило задіяти його у спорудженні Ересуннського моста, який через протоку Ересунн з'єднав Швецію з данським островом Зеландія. В свою чергу, збільшена до 9500 тонн вантажопідйомність крану надала можливість збільшити розміри бетонних елементів, котрі збирались у Північній гавані порту Мальме. Два кесони під пілони моста виявились заважкими навіть для Svanen, через що їх збирали в сухому доку поряд з містом будівництва. Зате кран зміг значно полегшити процес монтажу восьми величезних (довжиною по 140 метрів) прольотних балок центральної частини мосту, утримуючи їх допоки вони не були зафіксовані вантовою конструкцією. 

### Офшорна вітроенергетика
Використання плавучого крану великої вантажопідйомності в цій галузі було зокрема викликане відсутністю достатньої кількості спеціалізованих суден, які б могли споруджувати важкі монопальні фундаменти.
2006 року кран виконав фундаментні роботи для 36 турбін на ВЕС Нордзе (нідерландський сектор Північного моря). Тут він встановлював палі довжиною 45 метрів та вагою 230 тонн і перехідні елементи вагою 147 тонн.
У 2008 році Svanen спорудив 25 фундаментів у складі монопаль та перехідних елементів на ВЕС Ріл-Флетс (Ірландське море біля північного узбережжя Уельсу).
З кінця того ж року та по березень 2009-го кран підготував 29 фундаментів (включаючи один під офшорну трансформаторну станцію) на північноморській ВЕС Гунфліт-Сандс біля Ессексу.
А за період з вересня 2009 по лютий 2010 року Svanen встановив на бельгійській ВЕС Белвінд (банка Блай у Північному морі) 56 монопаль — для 55 турбін та підстанції. При довжині від 40 до 65 метрів палі важили від 250 до 500 тонн та заглиблювались під морське дно на 34 метри.
У серпні 2010-го кран перейшов у Північне море до узбережжя Норфолку на ВЕС Шерингем-Шоал. Проте забивши 24 монопалі (включаючи 2 під офшорні трансформаторні станції) та встановивши на них 19 перехідних елементів, судно було вимушене полишити роботу через неповну відповідність місцевим погодним умовам.
В квітні 2011 року почалось спорудження фундаментів другої черги ВЕС Уолні (Ірландське море біля узбережжя Камбрії). Тут кран підіймав палі вагою 800 тонн з баржі та подавав їх під забивання судну Goliath.
У серпні-вересні того ж року Svanen задіяли для спорудження 22 фундаментів на іншій британській ВЕС Лондон-Аррай в Північному морі неподалік графства Кент.
Наприкінці 2011-го Svanen почав роботи зі встановлення монопаль (довжиною від 37 до 55 метрів, діаметром 5,35 метра та вагою від 267 до 460 тонн) на данській ВЕС Анхольт (протока Каттегат, яка з'єднує Балтійське та Північне моря). Останню 111-ту конструкцію він завершив вже у серпні 2012 року.
У другій половині 2013-го кран встановив 39 монопаль вагою до 930 тонн для німецької ВЕС Балтік 2 (Балтійське море на північ від острова Рюген).
З березня по липень 2014-го Svanen працював на ВЕС Бутендік (німецький сектор Північного моря у трьох десятках кілометрів на захід від острова Зильт), де забив 80 монопаль (перехідні елементи на них монтувало вже інше судно).
До кінця вересня того ж року кран встановив 19 із 80 монопаль вагою до 800 тонн на ВЕС Амрумбанк-Вест (так само німецький сектор Північного моря західніше острова Амрум).
Влітку 2016-го в Ірландському морі біля узбережжя графства Мерсісайд Svanen спорудив фундаменти для другої черги ВЕС Бурбо-Бенк, яка складалась із 32 турбін.
В 2017-му Svanen забив 56 із 87 монопаль на третій черзі ВЕС Уолні (кількома роками раніше він вже брав участь у спорудженні другої черги цього об'єкту).
У серпні того ж року кран перейшов до спорудження монопальних фундаментів на німецькій ВЕС Аркона (Бальтійське море між островами Рюген та Борнгольм). Тут він працював з палями довжиною 81 метр, які заглиблювали на 40 метрів під морське дно.